# Tredós
Tredós (oficialmente en occitano: Tredòs) es una entidad de población del municipio de Alto Arán, que está formado por las poblaciones de Artiés, Baqueira Beret, Salardú, Gesa, Uña, Bagerque, Garós, Montgarri y Tredós. Tredós es, también, una entidad municipal descentralizada, que aunque no tiene ayuntamiento se rige por una junta de vecinos y un presidente, equivalente en Cataluña a la entidad local menor española.

## Geografía
Tredós se encuentra a 1348 m de altitud y tiene 107 habitantes que se incrementan en época turística, sobre todo en invierno. Se encuentra cerca de la desembocadura del río Aiguamòg con el río Garona, a la derecha de este último, en la vertiente occidental de la montaña Eth Laveg de Salardú. Es el primer pueblo que se encuentra después de atravesar el puerto de la Bonaigua, ya que Baqueira queda apartado de la carretera general.
A 8 km en dirección sur, siguiendo el valle del río Aiguamòg, se encuentra el balneario de Tredós, que es la puerta de entrada al circo de Colomers.

## Geografía humana

### Demografía
| Gráfica de evolución demográfica de Tredós entre 1842 y 1960 |
| |
| Población de derecho según los censos de población del INE Población de hecho según los censos de población del INEEntre el censo de 1970 y el anterior, este municipio desaparece porque se integra en el municipio 25025 (Alto Aran) |

## Monumentos y lugares de interés
Tredós tiene tres iglesias románicas: la capilla de la Virgen del Rosario, la iglesia de San Esteban y la iglesia de la Mare de Déu de Cap d'Aran (Era Mare de Diu d’Aran).
La capilla de la Virgen del Rosario de Tredós es una pequeña capilla rectangular sin ábside junto al puente sobre el Garona, con un pequeño campanario adosado al muro norte. En su interior, destaca la pila de agua bendita, con base ática romana de mármol blanco muy bien trabajada.
La iglesia de San Esteban es una pequeña capilla de la primera mitad del siglo XI. Se encuentra apenas llegar al pueblo viniendo de Baqueira. Está situada a la izquierda del río y destaca por su campanario mezcla de torre y espadaña. Fue antigua iglesia parroquial y tiene una curiosa pila de agua bendita.
La iglesia de Santa María de Cap d'Arán de Tredós se encuentra al norte de la población, antes de llegar desde Salardú, y es un templo románico de ciertas proporciones construido entre los siglos XI y XIII; es de planta basilical con tres naves paralelas, desiguales, que se unen mediante un espacio presbiterial con los tres ábsides; tiene dos campanarios, uno de torre exenta y el otro en espadaña. En el interior de la iglesia destaca el pavimento del presbiterio central más elevado que el resto debido a una pequeña cripta que hay debajo, en la cual se encontró, según la tradición, la imagen de la Mare de Diu de Cap d’Aran, una talla románica de 40 cm que fue destruida en 1936. Las pinturas murales románicas originales que había en la iglesia se exponen ahora en el museo The Cloisters de Nueva York.

## Historia
En el diccionario Madoz, de 1845, ya se hablaba de la iglesia de Santa María como espaciosa y muy antigua. El pueblo era descrito como formado por 40 casas cubiertas de pizarra y algunas de paja, a 6 minutos de Salardú y un cuarto de hora de Bagerque. El terreno es poco fértil, excepto junto al río Garona, que separa una pequeña parte de la población. Hay dos montes comunales, Veret y Aiguamoch, en los que pasta el ganado, y dos bosques, Saquet y Dosal, que producen abetos y pinos. Había entonces 200 almas en el pueblo.

## Cultura
El 27 de septiembre se celebra la fiesta mayor de San Cosme y San Damián.